# Filip IV w brązie i srebrze
Filip IV w brązie i srebrze (hiszp. Felipe IV, en castaño y plata) – portret olejny Diega Velázqueza z 1631/1632 lub 1635, przedstawiający króla Hiszpanii Filipa IV. Obecnie przechowywany w National Gallery w Londynie.

## Powstanie i historia obrazu
Diego Velázquez był jednym z ulubionych malarzy hiszpańskiego dworu królewskiego. Portret króla Filipa IV powstał prawdopodobnie wkrótce po powrocie artysty z podróży po Italii w 1631. National Gallery szacuje datę jego powstania na lata 1631–1632. Natomiast P.F.P. Carrassat wymienia rok 1635. Artysta, tworząc dzieło, zastosował łagodniejszą i bogatszą w barwy paletę szkoły weneckiej.
Obraz aż do początków XIX wieku znajdował się w zbiorach Eskurialu. W czasie wojen napoleońskich został wywieziony do Wielkiej Brytanii i w 1882 zakupiony przez National Gallery.

## Opis obrazu
Król Filip IV został przedstawiony na obrazie w uroczystych brązowo-srebrnych szatach z jedwabnymi haftami. Na jego piersi, na złotym łańcuchu, zawieszony jest Order Złotego Runa. W ręku trzyma petycję skierowaną do niego przez samego Velázqueza, zaczynającą się od słów: Senor/Diego Velázquez/ Pintor de V. Mg. Matowo-białe rajstopy króla są efektem nieprawidłowej renowacji dzieła w 1936. Splendor królewskiego ubioru sugeruje, że obraz powstał na specjalną okazję. Obraz, będący jednym z nielicznych podpisanych przez Velázqueza, stał się głównym portretem Filipa IV.